# سد یانگ قو
سد یانگ قو (به لاتین: Yangqu Dam) یک سد و نیروگاه برقابی در چین است که در Xinghai County, Hainan Tibetan Autonomous Prefecture, Qinghai Province واقع شده‌است.